# Leucophenga obscuripennis
Leucophenga obscuripennis är en tvåvingeart som först beskrevs av Friedrich Hermann Loew 1866.  Leucophenga obscuripennis ingår i släktet Leucophenga och familjen daggflugor. Inga underarter finns listade i Catalogue of Life.